# Bahnhof Ashausen
Der Bahnhof Ashausen ist ein Haltepunkt in der Gemeinde Stelle, im Ortsteil Ashausen. Er liegt an der Hauptstrecke von Hamburg und Hannover.

## Lage
Der Bahnhof liegt am Rande des Ortes Ashausen sowie neben den Naturschutzgebiet „Untere Seeveniederung“.
Nördlich des Bahnhofes befindet sich der Fluss Elbe, östlich Stadt Winsen (Luhe) und südlich die Bundesautobahn A39.
Der nächstgelegenen Fernbahnhof befinden sich in Hamburg-Harburg.

## Geschichte
Am 1. Oktober 1892 wurde in Ashausen ein Haltepunkt mit einem kleinen Holzhaus, das einen Wartesaal und eine Fahrkartenausgabe umfasste, eingerichtet. Die Bauern aus Ashausen und die aus Schmackeber mussten für den Bau der Haltestelle 8200 Mark bzw. 400 Mark aufbringen. Die Bahnhofstraße (heute Kreisstraße 8) querte damals die Gleise mit einem beschrankten Bahnübergang in Richtung Gehrden.
Am 1. Oktober 1905 wurde ein neues Bahnhofsgebäude aus Mauerwerk im Stil der Jahrhundertwende eingeweiht, komplett mit einem Güterschuppen für den Waren- und Stückgüterverkehr. Im Volksmund erhielt das Gebäude den Namen „Wohlenzollern“ nach dem Kaiserhaus. Der Eingang führte zu einem Fahrkartenschalter und Wartesaal, während vom Dienstraum aus die Schranken und Signale bedient wurden. Die Dienstwohnung des Bahnhofvorstehers befand sich ebenfalls im Gebäude.
In den 1970er Jahren ersetzte eine Stahlbrücke den schienengleichen Personenübergang zum „Hamburger Gleis“. 1982 endete der Verkauf von Fahrkarten im Bahnhofsgebäude; stattdessen übernahm ein Automat diese Funktion, seitdem ist die Betriebsstelle unbesetzt. Das Gebäude stand danach leer. In den folgenden Jahren nutzte eine Geschäftsfrau das Gebäude für eine Gaststätte und ein Reisebüro der Deutschen Reisebüro GmbH (DER), inklusive einem kleinen Kiosk.
1988 entschied sich die Deutsche Bahn, das historische Bahnhofsgebäude im Zuge des Ausbaus der Bahnstrecke für Hochgeschwindigkeitszüge abzureißen. Die Umgestaltung der Bahnanlagen mit der Anlage zweier zusätzlicher Gleise 2009 bis 2011, des Neubaus zweier Seitenbahnsteige mit 76 cm Höhe an den Neubaugleisen, der Bau von Lärmschutzwänden, die Einrichtung behindertengerechter Zugänge und die Anlage eines großen Parkplatzes auf der Nordseite veränderten das Erscheinungsbild des Bahnhofs grundlegend. Seit 2011 befindet sich direkt südlich des Bahnsteiges Richtung Hamburg die Abzweigstelle Ashausen, wo die Strecke nach Stelle aus der Hauptstrecke ausfädelt.
Ehrenamtliche Helfer, die als Bahnhofsputzinnen und Bahnhofspaten fungieren, kümmern sich seitdem um die Pflege und Sauberkeit des Bahnhofsumfelds.

## Ehemalige Nebenanlagen des Bahnhofs
Mit der Errichtung des Bahnhofsgebäudes und des dazugehörigen Güterschuppens im Jahr 1905 in Ashausen wurde ebenfalls ein Gleisanschluss für den Güterverkehr angelegt. Dies ermöglichte den direkten Umladeprozess von Waren zwischen Güterwaggons und den Fahrzeugen der Kunden. Landwirtschaftliche Produkte wie Kartoffeln, Getreide und später auch Zuckerrüben wurden hier für den Versand verladen.
In unmittelbarer Nähe des Lagerhauses befand sich eine Waage, die für das Wiegen von Schüttgütern und anderen Frachten wie Heu und Stroh genutzt wurde. Heute ist von dem ursprünglichen Ensemble des Bahnhofs nur noch das neuere Toilettenhaus erhalten.
Als der Platzbedarf der 1920 gegründeten „Landwirtschaftlichen Bezugs- und Absatzgenossenschaft“ Ashausen nicht mehr ausreichte, errichtete man gegenüber dem Gleisanschluss einen weiteren Lagerschuppen. Die Genossenschaft handelte dort mit Futtermitteln, Kartoffeln, Düngemitteln, Brennstoffen und weiteren landwirtschaftlichen Bedarfsgütern. Im Keller des Lagerschuppens wurden zudem gebrauchte Haushaltsartikel verkauft.
1985 baute die Nachfolgegenossenschaft eine neue Lagerhalle im Gewerbegebiet, und der alte Lagerschuppen am Bahnhof wurde aufgegeben.

### Regionalverkehr
| Linie | Zuglauf | Takt                                                                           | Kursbuchstrecke             | Eisenbahnverkehrsunternehmen | Fahrzeugmaterial                                 |
| ----- | --- | ------------------------------------------------------------------------------ | --------------------------- | ---------------------------- | ------------------------------------------------ |
| RB 31 | Hamburg Hauptbahnhof – Hamburg-Harburg – Meckelfeld – Maschen – Stelle – Ashausen – Winsen (Luhe) – Radbruch – Bardowick – Lüneburg (– Bienenbüttel – Bad Bevensen – Uelzen) | stündlich mit Verstärker in der HVZ (einzelne Züge in den Nächten nach Uelzen) | 110: Lehrte–Hamburg-Harburg | metronom                     | Bombardier Traxx + 6 Bombardier-Doppelstockwagen |
|       | Stand: Mai 2024 |                                                                                |                             |                              |                                                  |

### Busverkehr
Der Busverkehr am Bahnhof Ashausen wird vom Anbieter KVG Stade angefahren.
| Linien | Linienverlauf                                                                                       |
| ------ | --------------------------------------------------------------------------------------------------- |
| 4661   | Roydorf – Winsen – Ashausen – Stelle – Maschen – Meckelfeld – Fleestedt – Hittfeld (Schülerverkehr) |
| 4663   | Wuhlenburg – Fliegenberg – Stelle – Ashausen – Winsen – Roydorf (Schülerverkehr)                    |
| 4705   | Bf. Ashausen – Winsen, Amazon                                                                       |
| 4714   | Bf. Ashausen – Stelle – Maschen – Finkenwerder, Airbus (Nur an Arbeitstagen von Airbus)             |
| AST1   | Anrufsammel-Taxi Bf. Stelle – Stelle, Wohnorte – Büllhorn – Bf. Ashausen – Winsen, Krankenhaus      |

## Tarif
Der Landkreis Harburg ist seit Dezember 2004 Teil des Hamburger Verkehrsverbundes (HVV).

### Besonderheiten Tarifring C
Der Bahnhof Ashausen liegt im Tarifring B, während der nächste Bahnhof in Richtung Hannover, der Bahnhof Winsen (Luhe), sich im Tarifring D befindet. Auch die nächstgelegene Bushaltestelle im Ortsteil Gehrden in Winsen (Luhe), etwa 600 Meter entfernt, liegt im Tarifring D. Dadurch wird der Tarifring C komplett übersprungen, was bereits mehrfach Anlass zu Diskussionen über eine mögliche Verschiebung der Tarifringe gab. Aufgrund seiner Lage im Tarifring B und den zahlreichen kostenfreien Park-and-Ride-Parkplätzen ist der Bahnhof Ashausen besonders attraktiv für Pendler.